# Zeki Rıza Sporel

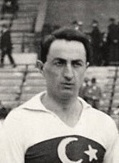
Zeki Rıza Sporel op de Olympische Zomerspelen 1928.

Zeki Rıza Sporel (Istanboel, 28 februari 1898 – aldaar, 3 november 1969) was een Turks voetballer. Hij geldt als de beste Turkse spits die het Turkse voetbal gekend heeft, met 470 doelpunten uit 352 wedstrijden is dit gemiddelde tot op heden niet geëvenaard.

## Clubcarrière
Sporel heeft zijn hele carrière lang bij Fenerbahçe gespeeld, hij is tevens een speler uit de eigen jeugdopleiding. De spits vergaarde veel populariteit en bekendheid door in tijden van oorlog tegen buitenlandse voetbalclubs veel doelpunten te scoren, hij wist in 94 duels 96 doelpunten te maken.
Sporel is ook de enige voetballer die in derby's tegen Galatasaray en Beşiktaş in één wedstrijd vier keer wist te scoren, ook gaat hij de geschiedenisboeken in als de Fenerbahçe-speler met de meeste doelpunten tegen Galatasaray, hij wist 27 goals te maken.

## Interlandcarrière
Voor het nationale elftal speelde Sporel 16 keer en wist 15 keer doel te treffen, ook een gemiddelde dat nog steeds niet geëvenaard is. Ook maakte Sporel het eerste doelpunt voor het nationale elftal in 1923 tegen Roemenië en wist hij als eerste speler in een interland viermaal te scoren. Hij deed dat in een oefenwedstrijd tegen Finland. Sporel vertegenwoordigde zijn vaderland bij twee opeenvolgende Olympische Spelen: 1924 en 1928.